# 5. (Preußisches) Infanterie-Regiment (Reichswehr)
Das 5. (Preußisches) Infanterie-Regiment war ein Regiment der Reichswehr.

## Geschichte
Das Regiment wurde am 1. Januar 1921 aus den Reichswehr-Infanterie-Regimentern 3, 6 und 115 sowie dem Reichswehr-Schützen-Regiment 4 des Übergangsheeres gebildet. Am 29. Mai 1922 erhielt das Regiment zusätzlich zu seinem Namen die landsmannschaftliche Bezeichnung „Preußisches“.
Im Zuge der Vergrößerung der Reichswehr wurde das Regiment 1934 in der ersten Aufstellungswelle geteilt und daraus das Infanterie-Regiment Stettin und das Infanterie-Regiment Rostock gebildet.

### Garnisonen
- Stettin: Regimentsstab, I. Bataillon und 13. (MW)-Kompanie
- Prenzlau: II. Bataillon mit Stab, 7. und 8. Kompanie
- Angermünde: II. Bataillon, 5. und 6. Kompanie
- Rostock: III. Bataillon
- Greifswald: Ausbildungs-Bataillon

### Kommandeure
| Nr. | Name                                    | Beginn der Berufung | Ende der Berufung  |
| --- | --------------------------------------- | ------------------- | ------------------ |
| 1.  | Oberst Hans Tieschowitz von Tieschowa   | 1. Januar 1921      | 31. Dezember 1922  |
| 2.  | Oberst Leopold Heisterman von Ziehlberg | 1. Januar 1923      | 30. April 1925     |
| 3.  | Oberst Horst Kuhlwein von Rathenow      | 1. Mai 1925         | 1928               |
| 4.  | Oberst/Generalmajor Curt Liebmann       | 1. März 1928        | 28. Februar 1930   |
| 5.  | Oberst Max Noack                        | 1. März 1930        | 31. Januar 1931    |
| 6.  | Oberst Curt von Einem                   | 1. Februar 1931     | 30. September 1932 |
| 7.  | Oberst Max von Viebahn                  | 1. Oktober 1932     | 30. September 1934 |
| 8.  | Oberst Friedrich-Wilhelm von Chappuis   | 1. Oktober 1934     | 1. März 1938       |

## Organisation

### Verbandszugehörigkeit
Das Regiment unterstand dem Infanterieführer II der 2. Division in Schwerin.

### Gliederung
Das Regiment bestand neben dem Regimentsstab mit Nachrichtenstaffel aus
I. Bataillon mit Stab und Nachrichtenstaffel, hervorgegangen aus dem Reichswehr-Infanterie-Regiment 3,
II. Bataillon mit Stab und Nachrichtenstaffel, hervorgegangen aus dem Reichswehr-Infanterie-Regiment 115,
III. Bataillon mit Stab und Nachrichtenstaffel, hervorgegangen aus dem Reichswehr-Schützen-Regiment 4 und dem Reichswehr-Infanterie-Regiment 3,
Ergänzungs-Bataillon, ab 23. März 1921 Ausbildungs-Bataillon, hervorgegangen aus dem Reichswehr-Infanterie-Regiment 6.
Jedes Feld-Bataillon gliederte sich zu drei Kompanien zu je drei Offizieren und 161 Unteroffizieren und Mannschaften (3/161) sowie einer MG-Kompanie (4/126). Insgesamt bestand ein Bataillon aus 18 Offizieren und Beamten (einschließlich Sanitätsoffizieren) und 658 Mann.

## Bewaffnung und Ausrüstung

### Hauptbewaffnung
Die Schützen waren mit dem Karabiner K98a ausgerüstet. Jeder Zug besaß ein leichtes Maschinengewehr 08/15.
In den MG-Kompanien bestanden jeweils der 1. Zug aus drei Gruppen mit drei schweren Maschinengewehren MG 08 auf Lafette, vierspännig gezogen, der 2. bis 4. Zug aus drei Gruppen mit drei schweren Maschinengewehren MG 08 auf Lafette, zweispännig gezogen.
Die schwersten Waffen des Regiments waren die Minenwerfer in der 13. Kompanie. Der 1. Zug war mit zwei mittleren Werfern 17 cm, vierspännig gezogen, ausgerüstet, der 2. und 3. Zug mit drei leichten Werfern 7,6 cm, zweispännig gefahren.

## Sonstiges

### Traditionsübernahme
Das Regiment übernahm 1921 die Tradition der alten Regimenter.
- 1. und 2. Kompanie: Grenadier-Regiment „König Friedrich Wilhelm IV.“ (1. Pommersches) Nr. 2
- 2., 3. und 4. Kompanie: Füsilier-Regiment „Königin Viktoria von Schweden“ (Pommersches) Nr. 34
- 5. Kompanie: Königin Elisabeth Garde-Grenadier-Regiment Nr. 3
- 6. Kompanie: 5. Garde-Regiment zu Fuß
- 7. und 8. Kompanie: Garde-Füsilier-Regiment
- 9. Kompanie: 3. Oberschlesisches Infanterie-Regiment Nr. 62
- 10. Kompanie: Grenadier-Regiment „König Friedrich I.“ (4. Ostpreußisches) Nr. 5
- 11. Kompanie: 6. Pommersches Infanterie-Regiment Nr. 49
- 12. Kompanie: Infanterie-Regiment „Prinz Moritz von Anhalt-Dessau“ (5. Pommersches) Nr. 42
- 13. Kompanie: Preußische Fliegertruppe
- 14. und 16. Kompanie: Infanterie-Regiment „Großherzog Friedrich Franz II. von Mecklenburg-Schwerin“ (4. Brandenburgisches) Nr. 24
- 15. Kompanie: 9. Westpreußisches Infanterie-Regiment Nr. 176